# 橫堀站
橫堀站（日语：／ Yokobori eki */?）是位於秋田縣湯澤市小野字西堺127番2號，東日本旅客鐵道（JR東日本）的奧羽本線車站。

## 歷史
- 1905年（明治38年）7月5日：帝國鐵道廳（後來為國鐵）院內站至湯澤站之間開業，此站啟用。當時車站位於雄勝郡小野村（日语：小野村 (秋田県)）[1]。
- 1909年（明治42年）10月12日 - 制定路線名稱，此站成為奧羽本線車站。
- 1959年（昭和34年）8月：車站大樓落成[2]。
- 1980年（昭和55年）9月20日：終止貨物起卸業務[3]
- 1986年（昭和61年）11月1日：成為簡易委託車站[4]。
- 1987年（昭和62年）4月1日：伴隨國鐵分割民營化，車站由東日本旅客鐵道（JR東日本）營運。
- 1998年（平成10年）1月30日：Kiosk結業[5]。

## 車站構造
車站是一座地面車站，設有1面1線的單式月台和1面2線的島式月台，共有2面3線的月台。各月台之間設有跨線橋連接。
此站是由湯澤站管理的簡易委託車站。車站內設有POS終端。在櫃臺營業時間內設有檢票業務。

### 月台
| 月台 | 路線      | 上下行 | 方向     |
| ---- | --------- | ------ | -------- |
| 1    | ■奧羽本線 | 上行   | 新庄方向 |
| 2・3 | ■奧羽本線 | 下行   | 秋田方向 |

參考
※在3號月台可由兩方向進站和往兩方向出發。

## 使用狀況
根據「JR東日本」的資料，在2019年度（令和元年度）1日平均乘車人次為118人。
以下列出近年乘車人次變化：
| 年度               | 1日平均 乘車人次 | 參考資料        |
| ------------------ | ---------------- | --------------- |
| 2000年（平成12年） | 347              | [ 利用客数 2 ]  |
| 2001年（平成13年） | 317              | [ 利用客数 3 ]  |
| 2002年（平成14年） | 299              | [ 利用客数 4 ]  |
| 2003年（平成15年） | 255              | [ 利用客数 5 ]  |
| 2004年（平成16年） | 241              | [ 利用客数 6 ]  |
| 2005年（平成17年） | 282              | [ 利用客数 7 ]  |
| 2006年（平成18年） | 308              | [ 利用客数 8 ]  |
| 2007年（平成19年） | 313              | [ 利用客数 9 ]  |
| 2008年（平成20年） | 298              | [ 利用客数 10 ] |
| 2009年（平成21年） | 270              | [ 利用客数 11 ] |
| 2010年（平成22年） | 248              | [ 利用客数 12 ] |
| 2011年（平成23年） | 233              | [ 利用客数 13 ] |
| 2012年（平成24年） | 235              | [ 利用客数 14 ] |
| 2013年（平成25年） | 240              | [ 利用客数 15 ] |
| 2014年（平成26年） | 212              | [ 利用客数 16 ] |
| 2015年（平成27年） | 189              | [ 利用客数 17 ] |
| 2016年（平成28年） | 153              | [ 利用客数 18 ] |
| 2017年（平成29年） | 135              | [ 利用客数 19 ] |
| 2018年（平成30年） | 120              | [ 利用客数 20 ] |
| 2019年（令和元年） | 118              | [ 利用客数 1 ]  |

## 車站周邊
- 橫堀溫泉
- 湯澤市雄勝文化會館 (Ohbion)
- 湯澤市雄勝廳舍（前雄勝町（日语：雄勝町 (秋田県)）公所）
- 橫堀郵局
- 道之驛雄勝（日语：道の駅おがち）
- 國道13號

## 相鄰車站
東日本旅客鐵道（JR東日本）
■奧羽本線
院內－橫堀－三關

## 注腳

### 使用狀況
1. 1 2  . 東日本旅客鉄道.   [2020-07-13]. （原始内容存档于2020-07-10） （日语）.
2. ↑  . 東日本旅客鉄道.   [2019-02-18]. （原始内容存档于2019-04-02） （日语）.
3. ↑  . 東日本旅客鉄道.   [2019-02-18]. （原始内容存档于2019-02-22） （日语）.
4. ↑  . 東日本旅客鉄道.   [2019-02-18]. （原始内容存档于2019-04-02） （日语）.
5. ↑  . 東日本旅客鉄道.   [2019-02-18]. （原始内容存档于2019-04-02） （日语）.
6. ↑  . 東日本旅客鉄道.   [2019-02-18]. （原始内容存档于2019-02-23） （日语）.
7. ↑  . 東日本旅客鉄道.   [2019-02-18]. （原始内容存档于2019-04-02） （日语）.
8. ↑  . 東日本旅客鉄道.   [2019-02-18]. （原始内容存档于2019-04-02） （日语）.
9. ↑  . 東日本旅客鉄道.   [2019-02-18]. （原始内容存档于2019-04-02） （日语）.
10. ↑  . 東日本旅客鉄道.   [2019-02-18]. （原始内容存档于2019-02-22） （日语）.
11. ↑  . 東日本旅客鉄道.   [2019-02-18]. （原始内容存档于2019-04-02） （日语）.
12. ↑  . 東日本旅客鉄道.   [2019-02-18]. （原始内容存档于2019-04-02） （日语）.
13. ↑  . 東日本旅客鉄道.   [2019-02-18]. （原始内容存档于2019-04-02） （日语）.
14. ↑  . 東日本旅客鉄道.   [2019-02-18]. （原始内容存档于2019-03-27） （日语）.
15. ↑  . 東日本旅客鉄道.   [2019-02-18]. （原始内容存档于2019-03-06） （日语）.
16. ↑  . 東日本旅客鉄道.   [2019-02-18]. （原始内容存档于2019-03-06） （日语）.
17. ↑  . 東日本旅客鉄道.   [2019-02-18]. （原始内容存档于2019-03-23） （日语）.
18. ↑  . 東日本旅客鉄道.   [2019-02-18]. （原始内容存档于2019-02-14） （日语）.
19. ↑  . 東日本旅客鉄道.   [2019-02-18]. （原始内容存档于2019-03-25） （日语）.
20. ↑  . 東日本旅客鉄道.   [2019-07-16]. （原始内容存档于2019-07-05） （日语）.

## 外部連結
- 車站資訊（橫堀）：東日本旅客鐵道（日語）